# Mikko Kärnä
Mikko Kärnä (Espoo, 8 de diciembre de 1980) es un político finlandés. Antes de ser elegido como suplente en el parlamento, Desde 2012, Kärnä fue alcalde de Enontekiö, un municipio de Laponia, que ocupa una zona muy amplia pero escasamente poblada, (con alrededor de 8.400 km y una población de unos 1.900 habitantes) entre la frontera sueca y la noruega. Fue candidato por el Partido del Centro en las elecciones parlamentarias de 2015 por el distrito electoral de Laponia como suplente, siendo provisionalmente elegido después de que Paavo Väyrysen prefiriera seguir como eurodiputado. Väyrynen dijo que volvería al parlamento durante la legislatura. Actualmente Mikko ya no es diputado al haber regresado al parlamento Paavo Väyrysen

## Biografía
Kärnä creció en Puolanka y Kainuu. Se graduó en la escuela secundaria Oulun Lyseon lukio en 1998. Realizó el servicio militar en la patrulla fronteriza de Kainuu. Al carecer de otra formación esta experiencia le animó a intentar ser guarda fronterizo de profesión. En el año 2004, Kärnä se graduó en la Universidad Nacional de Defensa de Helsinki. De 2004 a 2010 estuvo trabajando en la patrulla fronteriza de Laponia y posteriormente fue capitán de la de Ivalo. De 2010 a 2011 estuvo trabajando en Inari como director ejecutivo de Kalottikeskus. Desde 2011 estuvo trabajando en el municipio de Enontekiö, primero como gerente de desarrollo y después como secretario municipal y como alcalde.
Kärnä está casado y tiene dos hijos.

## Trayectoria política
La asamblea municipal de Enontekiö del Partido del Centro presentó a Kärnä como candidato en las elecciones parlamentarias de 2015 y el Partido del Centro de Peräpohjola lo nominó como candidato en el congreso del partido celebrado el 18 de octubre de 2014. Kärnä obtuvo 3205 votos.
Kärnä se muestra firmemente defensor de la autonomía regional, del pueblo sami y de otras regiones como Cataluña. Sus campos de acción política son la política regional ártica y el desarrollo regional, salvaguardando la viabilidad de las regiones periféricas, así como los asuntos indígenas que, en su opinión, tienen que encontrar una solución justa por los derechos de todos los pueblos.
En el Parlamento de Finlandia, Kärnä ha sido miembro del Comité Administrativo, del Comité de Medio Ambiente, del Comité Legislativo y miembro suplente de los Comités de Agricultura y de Silvicultura, así como miembro de la Delegación Finlandesa en el Consejo Nórdico. Además, Kärnä es consejero adjunto de la empresa Kemijoki Oy. así como vicepresidente del Consejo Asesor de Asuntos Políticos. Es también miembro del Consejo Asesor de Enontekiö y trabajó en el pasado en el Equipo de Gestión de la Comisión Cinematográfica de Laponia. Mikko participó como diputado del Partido del Centro en las negociaciones de gobierno sobre temas municipales, junto con Matti Vanhanen.
En el año 2017, a raíz de la declaración de independencia de Cataluña, Kärnä felicitó el pueblo catalán y aseguró que sometería una moción en el Parlamento de Finlandia para el reconocimiento de la “República Catalana” , aunque en el parlamento finlandés no le hizo caso nadie y se siguió reconociendo a Cataluña como parte de España.